# Ranveer Singh
Ranveer Singh (Bombay, 6 juli 1985) is een Indiaas acteur die voornamelijk in Hindi films speelt.

## Biografie
Singh was vastbesloten acteur te worden, hij stuurde zijn portofolio naar meerdere regisseurs. Het kwam niet verder dan telefoontjes voor kleine rollen. In 2010 werd hij benaderd door Yash Raj Films voor de hoofdrol in Band Baaja Baaraat, hiervoor heeft hij meerdere audities moeten doorstaan om de filmmakers te overtuigen. Ondanks dat film critici twijfels hadden of de film potentie zou hebben, gezien er geen grote acteurs in spelen, werd het een succes. Het leverde hem niet alleen een Filmfare award op voor 'Beste Mannelijke Debuut' ook sleepte hij een contract binnen bij Sanjay Leela Bhansali voor drie films; Goliyon Ki Raasleela Ram-Leela (2013), Bajirao Mastani (2015) en  Padmaavat (2018). Wat ervoor zorgde dat hij zijn naam vestigde in Bollywood.
In 2018 huwde Singh actrice Deepika Padukone, met wie hij sinds 2012 een relatie heeft en in meerdere films mee heeft samen gespeeld. Tevens is Singh een verre neef van actrice Sonam Kapoor.
In 2023 kreeg hij een wassen beeld in het Madame Tussauds.

## Filmografie

### Films
| Jaar | Film                            | Rol                                 | Opmerking                      |
| ---- | ------------------------------- | ----------------------------------- | ------------------------------ |
| 2010 | Band Baaja Baaraat              | Bittoo Sharma                       |                                |
| 2011 | Ladies vs Ricky Bahl            | Ricky Bahl                          |                                |
| 2013 | Bombay Talkies                  |                                     | nummer "Apna Bombay Talkies"   |
| 2013 | Lootera                         | Varun Shrivastav/ Atmanand Tripathi |                                |
| 2013 | Goliyon Ki Raasleela Ram-Leela  | Ram Rajari                          |                                |
| 2014 | Gunday                          | Bikram Bose                         |                                |
| 2014 | Finding Fanny                   | Gabo                                | gastoptreden                   |
| 2014 | Kill Dil                        | Dev                                 |                                |
| 2015 | Hey Bro                         |                                     | nummer "Birju"                 |
| 2015 | Dil Dhadakne Do                 | Kabir Mehra                         |                                |
| 2015 | Bajirao Mastani                 | Baji Rao I                          |                                |
| 2016 | Befikre                         | Dharam Gulati                       |                                |
| 2018 | Padmaavat                       | Alauddin Khalji                     |                                |
| 2018 | Teefa in Trouble                | zichzelf                            | Pakistaanse film, gastoptreden |
| 2018 | Simmba                          | agent Sangram Bhalerao              |                                |
| 2019 | Gully Boy                       | Murad Ahmed                         |                                |
| 2020 | Ghoomketu                       | zichzelf                            | gastoptreden                   |
| 2021 | Sooryavanshi                    | agent Sangram Bhalerao              | gastoptreden                   |
| 2022 | Jayeshbhai Jordaar              | Jayeshbhai Jordaar                  |                                |
| 2022 | Cirkus                          | Roy                                 |                                |
| 2023 | Rocky Aur Rani Kii Prem Kahaani | Rocky Randhawa                      |                                |
| 2024 | Singham Again                   | Sangram Bhalerao                    |                                |

### Televisie en webseries
| Jaar      | Programma/ serie                       | Rol         | Platform |
| --------- | -------------------------------------- | ----------- | -------- |
| 2021-2022 | The Big Picture                        | presentator |          |
| 2022      | Ranveer vs Wild with Bear Grylls       | presentator | Netflix  |
| 2022      | Fabulous Lives of Bollywood Wives (S2) | gast        | Netflix  |

## Discografie
| Jaar | Nummer              | Album                        |
| ---- | ------------------- | ---------------------------- |
| 2011 | Aadat Se Majboor    | Ladies vs Ricky Bahl         |
| 2014 | Do The Rex          | Durex reclamespot            |
| 2016 | Don't Hold Back 2.0 | Jack & Jones promotie nummer |
| 2019 | Asli Hip Hop        | Gully Boy                    |
| 2019 | Mere Gully Mein     | Gully Boy                    |
| 2019 | Doori Poem          | Gully Boy                    |
| 2019 | Doori               | Gully Boy                    |
| 2019 | Kab Se Kab Tak      | Gully Boy                    |
| 2019 | Ek Hee Raasta       | Gully Boy                    |
| 2019 | Apna Time Aayega    | Gully Boy                    |